# 12548 Erinriley
A 12548 Erinriley (ideiglenes jelöléssel 1998 QJ25) a Naprendszer kisbolygóövében található aszteroida. A LINEAR projekt keretében fedezték fel 1998. augusztus 17-én.